# 阿喇善
阿喇善（穆麟德轉寫：arašan，？—1655年），博爾濟吉特氏，滿洲鑲黃旗，清朝政治人物、清朝刑部尚書。
曾任刑部右侍郎。順治七年三月乙卯，接替宗室吳達海，擔任清朝刑部尚書，后解。由覺羅郎球接任。